# Scottish Fold
El Fold escocés (en inglés, Scottish Fold) es una raza de gato originaria de Escocia, Reino Unido, de una estructura ósea mediana y una gran musculatura. Posee pies redondos y una cola gruesa de tamaño medio. Su cabeza es muy redondeada, con las pequeñas orejas plegadas. La nariz es chata y corta y posee unos pómulos salientes. Su pelaje es corto, aunque existe una versión llamada Highland Fold que lo tiene semilargo. No tienen un color específico, y poseen un carácter fuerte y un gran instinto cazador. Fue reconocida como tal en 1974.

## Orígenes
Aunque se ha hablado de gatos chinos de orejas caídas, no se puede decir con certeza que este felino sea un antepasado del Scottish Fold. Otros gatos de orejas caídas nacieron en Escocia en 1961 y fueron seleccionados para crear la raza. El primero en aparecer fue una hembra sueca llamada Susie, una gata blanca nacida en 1961. Fue recogida de la calle por un matrimonio, quienes algunos meses más tarde decidieron cruzarla con un British Shorthair, y en 1966 decidieron registrar a sus crías como Folds. Su principal característica son sus orejas, las que según los estudios realizados bastaba con que uno de los progenitores posea el gen para poder heredarlas.

## Características físicas

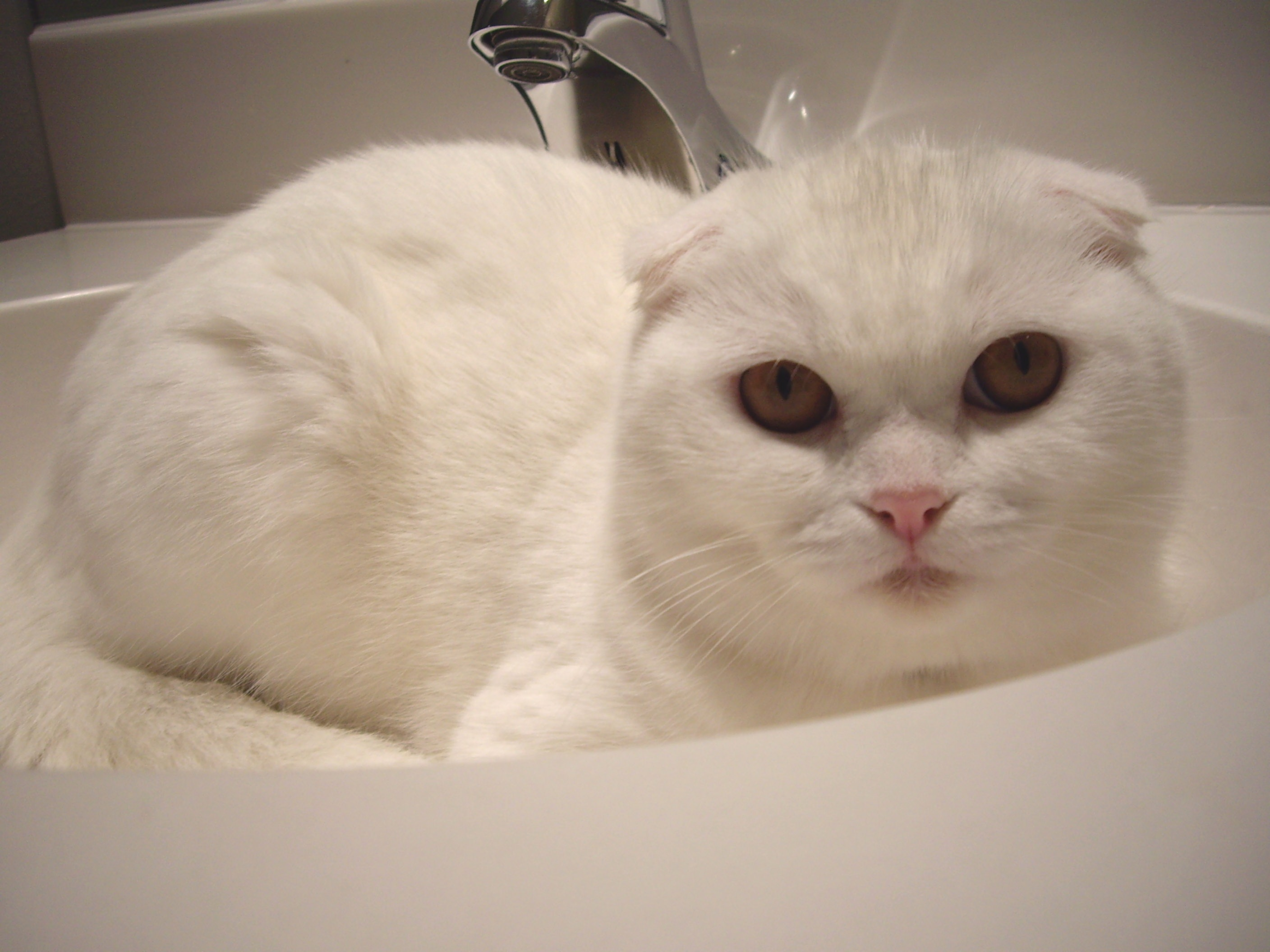
Gato Scottish Fold

Posee una cabeza ancha y redonda, pero lo que la diferencia de los demás son sus orejas pequeñas y plegadas hacia delante y abajo, unos ojos redondos separados por una nariz ancha. No tienen un color específico, y su cuello es fuerte y estrecho. Su musculatura es generalmente robusta, con una forma compacta, aunque suelen pesar muy poco. Sus extremidades son de un largo normal, aunque se han dado muchos casos de colas muy cortas y gruesas con la punta redonda. Estas anomalías provocaron su prohibición en las exposiciones británicas durante un tiempo, hasta que grupos interesados se dedicaron a la cría para intentar que todas saliesen bien. Su pelo es muy corto, elástico y muy suave.

## Carácter

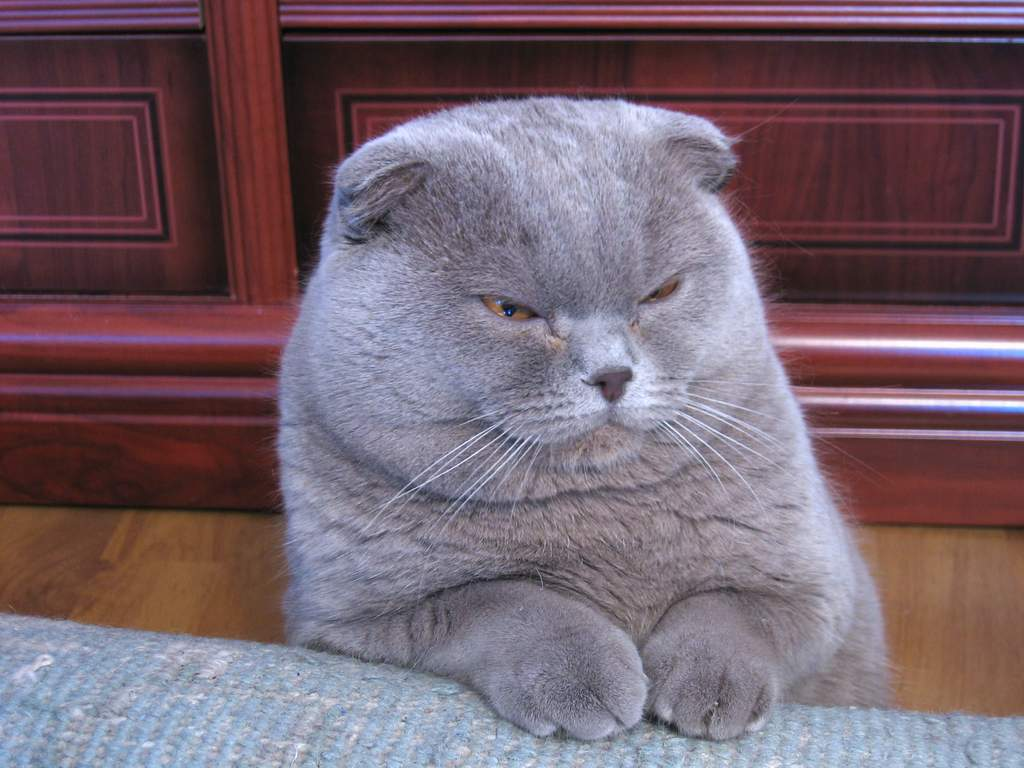
Scottish Fold gris

Este animal es muy amistoso, dulce y compañero, confía plenamente en el ser humano y le es muy fácil adaptarse a nuevos entornos. Casi nunca presenta nerviosismo. En manada generalmente siguen a un "líder", que suele ser el padre, imitando todos sus movimientos. Cuando se cruzan con otras razas son generalmente pacíficos, aunque siempre atentos. Los partos suelen ser tranquilos. La pasividad de la hembra facilita las cosas. Los cachorros suelen nacer con las orejas hacia atrás. Apenas tres semanas después del nacimiento comienzan a desarrollar su característica más diferencial. Puede ocurrir que no logren desarrollarse del todo, incluso hay casos en los que solo una oreja consigue el objetivo. Para evitar estos problemas, los expertos aconsejan no darles demasiada leche cuando son bebés, porque esto provocaría que la fuerza natural del desarrollo no pueda competir contra la firmeza del cartílago.

## Prohibido el apareamiento familiar
Poco tiempo después de que se decidió en 1974 darle el carácter de raza a este felino, se introdujo como ley la prohibición del cruce de estos animales entre sí,[cita requerida] al producirse numerosos casos con anomalías óseas graves. Se recomienda que el emparejamiento sea con otras razas como el Scottish straight (descendiente de un Fold) o con una raza similar llamada British Shorthair.